# Bastiaan Govertsz van der Leeuw
Bastiaan Govertsz van der Leeuw (Dordrecht, 11 januari 1624 - aldaar, 20 december 1680) was een Nederlands kunstschilder. 
Bastiaan van der Leeuw was in 1638 een leerling van Jacob Gerritsz. Cuyp. Hij was een landschapsschilder en hij stond vooral bekend als schilder van levende dieren, zoals koeien en schapen. Uiteindelijk gaf hij het kunstschilderschap op en hij werd een inner van accijnzen op bier te Dordrecht, waar hij tot zijn dood bleef wonen.
Veel werk is van hem niet (meer) bekend, maar enkele werken van hem worden genoemd in de inventaris van de nalatenschap van kunsthandelaar Crijn Hendricksz. Volmarijn uit 1648.
Hij was de vader van de kunstschilders Govert van der Leeuw en Pieter van der Leeuw.
- Biografisch Portaal: 18373138
- RKD-Nederlands Instituut voor Kunstgeschiedenis: 367618
- Union List of Artist Names: 500116538
- Virtual International Authority File: 96545308